# Marcel Talon
Pour les articles homonymes, voir Talon.
Marcel Talon, né en 1940, est un criminel québécois. Emprisonné depuis plusieurs années, il a presque réussi un vol qui aurait rapporté 200 millions CAD.
Talon est élevé dans un milieu violent ; battu par son père (revenu « sonné » de la Seconde Guerre mondiale), puis par les frères d'une maison de redressement où il se retrouvera à 10 ans à la suite d'un vol.
À partir de mars 1993, lui et ses collègues creusent pendant des mois, sous le quartier du Vieux-Montréal, un tunnel menant au siège social de la Banque de Montréal, où se trouvait un coffre-fort contenant 200 millions CAD. Le coup n'a pas réussi parce qu'un arbre qui s'enfonçait au-dessus du tunnel dans le sol fragilisé par le dégel a éventé leur projet.
Dans son autobiographie Et que ça saute!, il admet qu'après l'une de ses nombreuses arrestations, Talon découvre dans le comportement de ses complices des éléments suspects lui laissant croire qu'ils voulaient l'éliminer après le dernier vol, afin de se débarrasser d'un témoin gênant qui en savait trop et de partager le butin en moins de parts. Se sentant trahi et découragé par ce comportement, il décide de les dénoncer.
Lors de son témoignage, il admet avoir commis deux meurtres, ceux de Roland Quintal en 1978 et de Pierre Marcoux en 1986, ce qui lui valut en 1998 d'être accusé pour ces crimes. Cependant, il a été relaxé et relâché en mai 2006, car il avait obtenu une immunité pour avoir dénoncé plusieurs complices.
Doué pour les stratégies et spécialiste en électronique et en explosifs, Talon est surnommé « Mister Hi-tech ». 
Sa vie et ses exploits ont suffisamment intrigué Érik Canuel pour inspirer le film : Le Dernier Tunnel. C'est l'acteur Michel Côté qui interprétait le rôle du criminel. 

### Sources
- Un livre inspire la production du Dernier Tunnel - Stanké relance Et que ça saute, Le Devoir, 15 mars 2004
- Et que ça saute!, autobiographie de Marcel Talon, Tel que raconté à Jean-Louis Morgan.
- Radio-Canada - Téléjournal Montréal Mai 2006, Radio-Canada, mai 2006
- Canoe Info - Journal de Montréal , Journal de Montréal 25 mai 2006